# 埃爾拉馬
12°9′N 84°13′W / 12.150°N 84.217°W

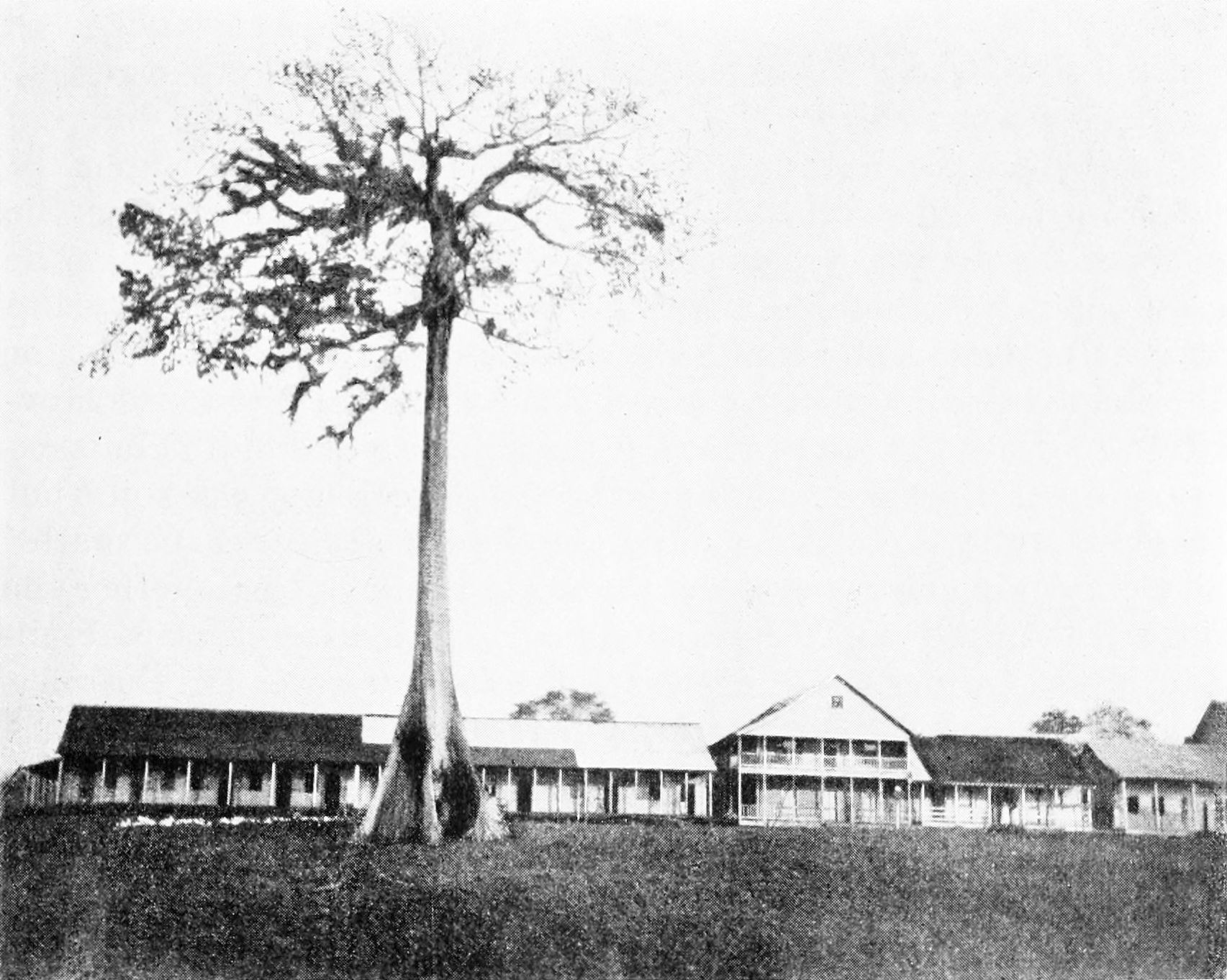
埃爾拉馬

埃爾拉馬（西班牙語：El Rama），是尼加拉瓜的城鎮，位於該國東部，由南大西洋自治區負責管轄，始建於1910年12月28日，面積5,618平方公里，海拔高度9.71米，2005年人口52,482，人口密度每平方公里9.34人。